# 歸正會教堂 (哥本哈根)

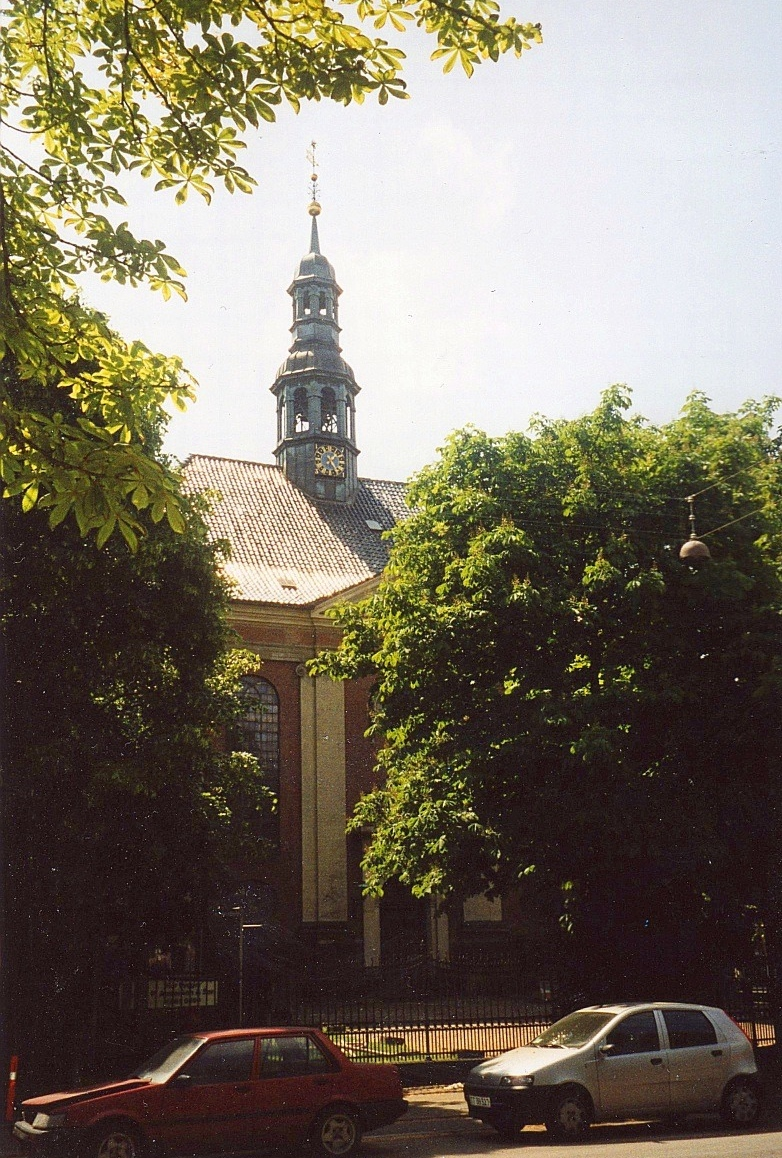
歸正會教堂

歸正會教堂 （丹麥語：Reformert Kirke)是丹麥首都哥本哈根的一座教堂，位於羅森堡城堡對面。這座教堂奉獻於1689年，以其精美的巴洛克風格內飾而著稱。歸正會教堂曾在1728年的哥本哈根大火中受損，但在1730年得到修復。

## 外部連結
- Official website of the French Reformed Church (in Danish)